# Dădacă

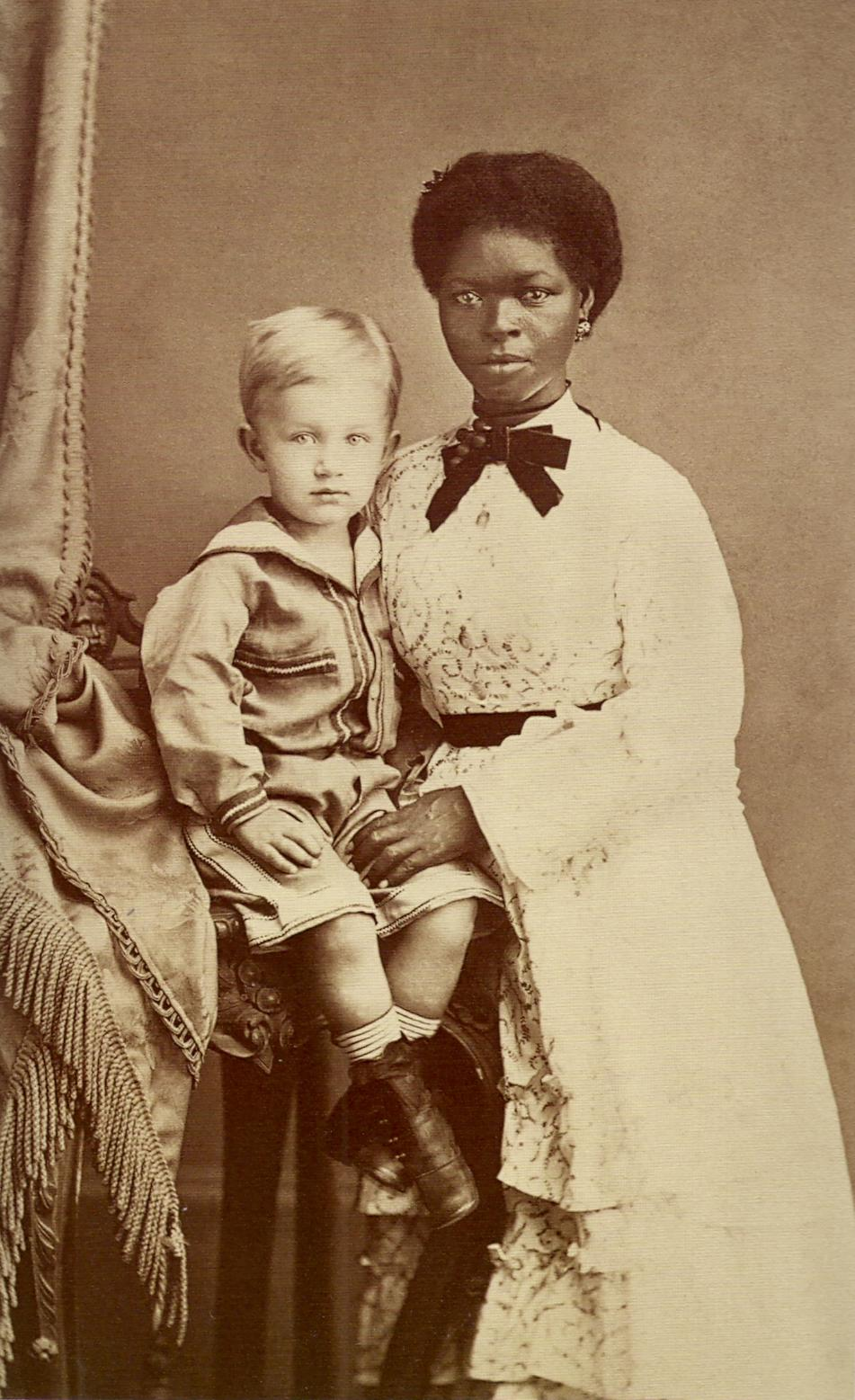
Dădacă în Brazilia, 1874

Dădaca este o persoană angajată care se ocupă de creșterea, îngrijirea și educația unui copil. Dădaca poate locui în casa unde își desfășoară activitatea sau presta această muncă doar pe decursul unei perioade din zi. 
Persoane cu funcții asemănătoare pot fi: 
- doicile care alăptează și îngrijesc copii mici, [1]
- bonele care îngrijesc, educă și învață copiii, îi ajută cu temele [2]
- mai nou a apărut termenul de babysitter, adică persoane care se ocupă pentru o perioadă foarte scurtă de timp, câteva ore, o noapte, de supravegherea copiilor. În general, este o prezență sporadică care nu are rol în creșterea sau educația copiilor[3].